# Wiktor Długosz
Wiktor Długosz (ur. 1 lipca 2000 w Kielcach) – polski piłkarz grający na pozycji pomocnika.

## Kariera klubowa

### Korona Kielce
Jest wychowankiem Korony Kielce. W 2018 roku dołączył do seniorskiej drużyny Korony. Zadebiutował w ostatniej kolejce sezonu 2017/18 w meczu z Zagłębiem Lubin. Na następną szansę na grę w Ekstraklasie w barwach ekipy z Kielc musiał czekać do 32. kolejki sezonu 2019/20, kiedy to dostał 7 minut w meczu z Rakowem Częstochowa.

### Raków Częstochowa
4 lutego 2021 roku Raków Częstochowa poinformował o pozyskaniu Wiktora Długosza. Przez dwa i pół sezonu zaliczył 41 występów w Ekstraklasie, zaliczając 1 bramkę i 4 asysty.

### Ruch Chorzów
Przed sezonem 2023/2024, Ruch Chorzów zdecydował się wypożyczyć zawodnika na okres jednego roku.

## Statystyki kariery

### Klubowe
(aktualne na koniec sezonu 2023/2024)
| Klub                | Sezon              | Liga               | Liga  | Liga   | Puchar kraju | Puchar kraju | Europa | Europa | Inne  | Inne   | Suma  | Suma   |
| Klub                | Sezon              | Liga               | Mecze | Bramki | Mecze        | Bramki       | Mecze  | Bramki | Mecze | Bramki | Mecze | Bramki |
| ------------------- | ------------------ | ------------------ | ----- | ------ | ------------ | ------------ | ------ | ------ | ----- | ------ | ----- | ------ |
| Korona Kielce       | 2017/18            | Ekstraklasa        | 1     | 0      | 0            | 0            | 0      | 0      | —     | —      | 1     | 0      |
| Korona Kielce       | 2019/20            | Ekstraklasa        | 3     | 0      | 0            | 0            | 0      | 0      | —     | —      | 3     | 0      |
| Korona Kielce       | 2020/21            | I liga             | 16    | 1      | 2            | 0            | 0      | 0      | —     | —      | 18    | 1      |
| Korona Kielce       | Łącznie            | Łącznie            | 20    | 1      | 2            | 0            | 0      | 0      | 0     | 0      | 22    | 1      |
| Warta Poznań (wyp.) | 2019/20            | I liga             | 7     | 1      | 0            | 0            | —      | —      | —     | —      | 7     | 1      |
| Raków Częstochowa   | 2020/21            | Ekstraklasa        | 6     | 0      | 1            | 0            | —      | —      | —     | —      | 7     | 0      |
| Raków Częstochowa   | 2021/22            | Ekstraklasa        | 17    | 1      | 4            | 0            | 5      | 0      | —     | —      | 26    | 1      |
| Raków Częstochowa   | 2022/23            | Ekstraklasa        | 18    | 0      | 2            | 0            | 3      | 0      | 1     | 0      | 24    | 0      |
| Raków Częstochowa   | Łącznie            | Łącznie            | 41    | 1      | 7            | 0            | 8      | 0      | 1     | 0      | 57    | 1      |
| Ruch Chorzów (wyp.) | 2023/24            | Ekstraklasa        | 11    | 0      | 1            | 0            | 0      | 0      | 0     | 0      | 12    | 0      |
| Łącznie w karierze  | Łącznie w karierze | Łącznie w karierze | 79    | 3      | 10           | 0            | 8      | 0      | 1     | 0      | 98    | 3      |

## Sukcesy
Raków Częstochowa:
- Mistrzostwo Polski: 2022/23
- Puchar Polski: 2020/21, 2021/22
- Superpuchar Polski: 2022